# Axel Högel
Axel Erik Högel, född 23 mars 1884 i Stockholm, död där 20 september 1970, var en svensk skådespelare.

## Biografi
Högel studerade vid Dramatens elevskola 1902–1905. Med avbrott för anställning hos Hjalmar Selander 1906–1907 och Albert Ranft 1914–1917 var Högel anställd vid Dramatiska teatern 1905–1944. Han filmdebuterde 1920 i Gustaf Molanders Bodakungen, och han kom att medverka i drygt 100 långfilmer. Han var från 1927 gift med skådespelaren Karin Eriksson. De är begravda på Solna kyrkogård.

## Filmografi i urval
- 1920 – Bodakungen
- 1923 – Johan Ulfstjerna
- 1924 – 33.333
- 1925 – Ingmarsarvet
- 1935 – Järnets män
- 1935 – Kanske en gentleman
- 1936 – Familjen som var en karusell
- 1936 – Bombi Bitt och jag
- 1937 – En flicka kommer till sta'n
- 1937 – Häxnatten
- 1938 – Kamrater i vapenrocken
- 1938 – Dollar
- 1939 – Då länkarna smiddes
- 1939 – I dag börjar livet
- 1939 – Kadettkamrater
- 1939 – Vi två
- 1939 – Hennes lilla Majestät
- 1940 – ... som en tjuv om natten
- 1940 – Vi tre
- 1941 – Tänk, om jag gifter mig med prästen
- 1941 – Landstormens lilla argbigga
- 1942 – Rid i natt!
- 1942 – Rospiggar
- 1942 – Vårat gäng
- 1942 – Fallet Ingegerd Bremssen
- 1943 – Lille Napoleon
- 1943 – Brödernas kvinna
- 1943 – I mörkaste Småland
- 1943 – Kajan går till sjöss
- 1944 – Prins Gustaf
- 1944 – Kejsarn av Portugallien
- 1944 – När seklet var ungt
- 1945 – Maria på Kvarngården
- 1945 – Tre söner gick till flyget
- 1945 – Jagad
- 1945 – Svarta rosor
- 1945 – Den glade skräddaren
- 1946 – Hotell Kåkbrinken
- 1946 – Klockorna i Gamla Sta'n
- 1946 – Saltstänk och krutgubbar
- 1946 – Begär
- 1947 – Livet i Finnskogarna
- 1947 – Rallare
- 1948 – Lars Hård
- 1949 – Smeder på luffen
- 1949 – Havets son
- 1949 – Sven Tusan
- 1949 – Lång-Lasse i Delsbo
- 1950 – Min syster och jag
- 1950 – Kvartetten som sprängdes
- 1950 – När Bengt och Anders bytte hustrur
- 1950 – Frökens första barn
- 1951 – Hon dansade en sommar
- 1952 – Oppåt med Gröna Hissen
- 1952 – Flottare med färg
- 1952 – Mot framtiden
- 1952 – För min heta ungdoms skull
- 1952 – Ubåt 39
- 1953 – Ingen mans kvinna
- 1954 – Gud Fader och tattaren
- 1954 – Storm över Tjurö
- 1954 – Dans på rosor
- 1954 – Herr Arnes penningar
- 1955 – Janne Vängman och den stora kometen
- 1955 – Karusellen i fjällen
- 1955 – Älskling på vågen
- 1956 – Kulla-Gulla
- 1956 – Johan på Snippen
- 1956 – Ett dockhem
- 1957 – Gårdarna runt sjön
- 1957 – Johan på Snippen tar hem spelet
- 1958 – Den store amatören
- 1958 – Vi på Väddö
- 1959 – Guldgrävarna
- 1960 – Oväder

## Teater

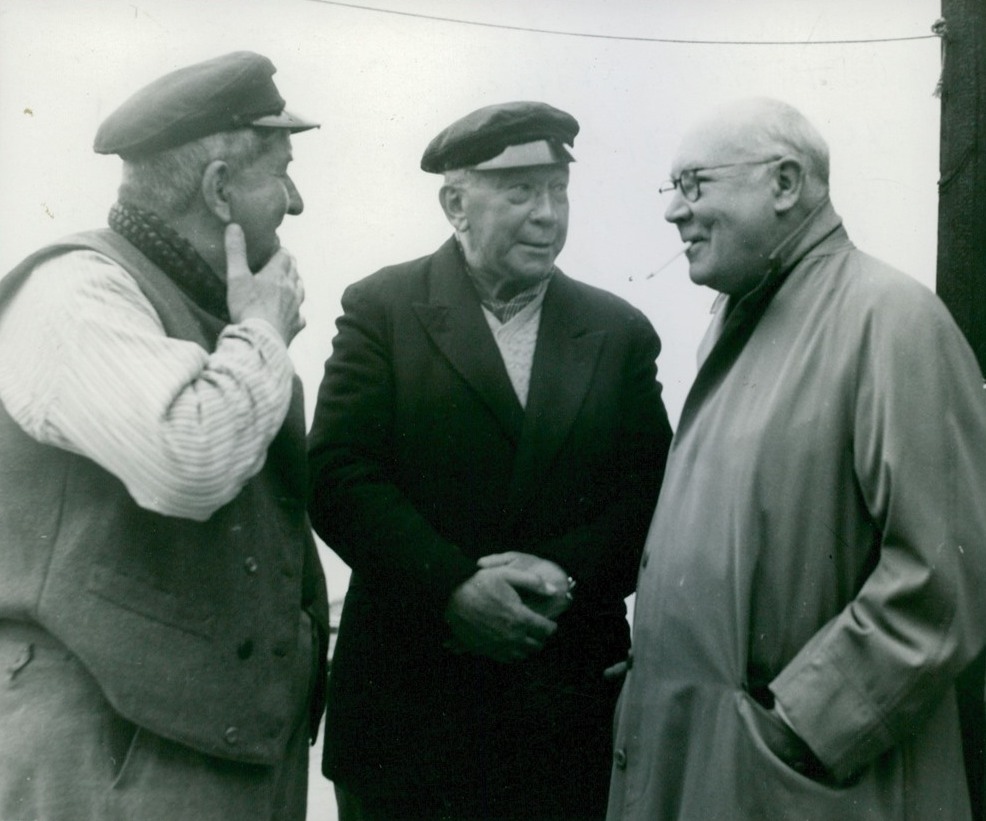
Axel Högel (mitten) tillsammans med Josua Bengtson (t.v.) och Gustaf Molander (t.h.) 1952

### Roller (ej komplett)
| År   | Roll                                              | Produktion                                                           | Regi              | Teater                     |
| ---- | ------------------------------------------------- | -------------------------------------------------------------------- | ----------------- | -------------------------- |
| 1908 | Du Croisy                                         | De löjliga preciöserna Molière                                       | Emil Grandinson   | Dramaten                   |
| 1908 | Leonard                                           | Samvetets mask Ludwig Anzengruber                                    | Gustaf Linden     | Dramaten                   |
| 1914 | La Hire                                           | Jungfrun av Orléans Friedrich Schiller                               |                   | Svenska teatern, Stockholm |
| 1914 | Trädgårdsmästaten                                 | Svanevit August Strindberg                                           | Victor Castegren  | Svenska teatern, Stockholm |
| 1915 | Hector Laurant                                    | Pariserluft Martin Knopf                                             |                   | Vasateatern                |
| 1915 | Tomten Skomakaren                                 | Lycko-Pers resa August Strindberg                                    | Gunnar Klintberg  | Svenska teatern, Stockholm |
| 1916 | Karl Bilz                                         | Gamla Heidelberg (Alt-Heidelberg) Wilhelm Meyer-Förster              |                   | Svenska teatern, Stockholm |
| 1919 | Översten                                          | Fanvakt Otto Rung                                                    | Tor Hedberg       | Dramaten                   |
| 1920 | Henriksen                                         | Paradsängen Gunnar Heiberg                                           | Karl Hedberg      | Dramaten                   |
| 1920 | von Gosslau                                       | Det röda bandet Carl Mathern och Toni Impekoven                      | Karl Hedberg      | Dramaten                   |
| 1920 | Saranieff                                         | Markis von Keith Frank Wedekind                                      | Karl Hedberg      | Dramaten                   |
| 1921 | Brighella                                         | Turandot Carlo Gozzi                                                 | Olof Molander     | Dramaten                   |
| 1921 | Dumont                                            | Hemkomsten Robert de Flers och Francis de Croisset                   | Karl Hedberg      | Dramaten                   |
| 1921 | Inbrottstjuven                                    | Villa Hjärtedöd George Bernard Shaw                                  | Karl Hedberg      | Dramaten                   |
| 1922 | Archibald Hannay                                  | Jokern H. Marsh Harwood                                              | Olof Molander     | Dramaten                   |
| 1922 | Lord Porteous                                     | Cirkeln W. Somerset Maugham                                          | Gustaf Linden     | Dramaten                   |
| 1922 | Vermillon                                         | Storfursten Sacha Guitry                                             | Olof Molander     | Dramaten                   |
| 1923 | Klas                                              | Kära släkten Gustav Esmann                                           | Tor Hedberg       | Dramaten                   |
| 1923 | Henriksen                                         | Föräldrar Otto Benzon                                                | Olof Molander     | Dramaten                   |
| 1923 | Muggins                                           | Värdshuset Råbocken Oliver Goldsmith                                 | Olof Molander     | Dramaten                   |
| 1924 | Herr Julius                                       | Äventyrens värld Christian Günther                                   | Karl Hedberg      | Dramaten                   |
| 1925 | En engelsk soldat Hertig La Trémouille            | Sankta Johanna George Bernard Shaw                                   | Gustaf Linden     | Dramaten                   |
| 1927 | Pat                                               | Ombord Prins Wilhelm                                                 | Olof Molander     | Dramaten                   |
| 1927 | Jourdan                                           | Doktor Mirakel Robert de Flers och Franois de Croisset               | Karl Hedberg      | Dramaten                   |
| 1927 | Pater Clement                                     | Markisinnan Noel Coward                                              | Karl Hedberg      | Dramaten                   |
| 1928 | Husdrängen                                        | Hoppla, vi lever! Ernst Toller                                       | Per Lindberg      | Dramaten                   |
| 1928 | Albert Shawn                                      | Ryktbarhet Arnold Bennett                                            | Gustaf Linden     | Dramaten                   |
| 1928 | Prometheus                                        | Fåglarna Aristofanes                                                 | Olof Molander     | Dramaten                   |
| 1929 | Muck                                              | Siegfried Jean Giraudoux                                             | Olof Molander     | Dramaten                   |
| 1930 | En poliskonstapel                                 | Topaze Marcel Pagnol                                                 | Gustaf Linden     | Dramaten                   |
| 1930 | Larkin                                            | Ungkarlspappan Edward Childs Carpenter                               | Olof Molander     | Dramaten                   |
| 1931 | Belysningsmästaren Bredberg                       | Thalias barn Tor Hedberg                                             | Gustaf Linden     | Dramaten                   |
| 1931 | En gammal arbetare                                | Jag har varit en tjuv! Sigfrid Siwertz                               | Olof Molander     | Dramaten                   |
| 1931 | Tony Weller                                       | Pickwick-klubben František Langer efter Charles Dickens              | Olof Molander     | Dramaten                   |
| 1932 | Joe                                               | Pickwick-klubben František Langer efter Charles Dickens              | Olof Molander     | Dramaten                   |
| 1932 | Överste Leyonn                                    | Majestät Marika Stiernstedt                                          | Olof Molander     | Dramaten                   |
| 1932 | Osip, Chlestakovs betjänt                         | Revisorn Nikolaj Gogol                                               | Alf Sjöberg       | Dramaten                   |
| 1932 | Ärkeängeln Första spelaren Abraham Översteprästen | Guds gröna ängar Marc Connelly                                       | Olof Molander     | Dramaten                   |
| 1933 | Kyrkvaktaren Måns Sommar                          | Mäster Olof August Strindberg                                        | Olof Molander     | Dramaten                   |
| 1934 | Agenten                                           | De hundra dagarna Benito Mussolini och Giovacchino Forzano           | Rune Carlsten     | Dramaten                   |
| 1934 | En norsk skeppare                                 | Per Gynt (Peer Gynt) Henrik Ibsen                                    | Per Lindberg      | Kungliga Operan            |
| 1934 | Sergeant Fielding                                 | För sant att vara bra George Bernard Shaw                            | Rune Carlsten     | Dramaten                   |
| 1934 | David                                             | Rivalerna Richard Brinsley Sheridan                                  | Alf Sjöberg       | Dramaten                   |
| 1934 | En korpral                                        | Den italienska halmhatten Eugene Labiche                             | Olof Molander     | Dramaten                   |
| 1934 | Joel                                              | En hederlig man Sigfrid Siwertz                                      | Alf Sjöberg       | Dramaten                   |
| 1935 | Bratscha Handlande Borg                           | Kvartetten som sprängdes Birger Sjöberg                              | Rune Carlsten     | Dramaten                   |
| 1935 | Laurel, sekreterare                               | Den gröna fracken Gaston Arman de Caillavet                          | Rune Carlsten     | Dramaten                   |
| 1936 | Överkonstapel Björk                               | Kvartetten som sprängdes Birger Sjöberg                              | Rune Carlsten     | Dramaten                   |
| 1936 | Elias Olsson                                      | Fridas visor Birger Sjöberg                                          | Rune Carlsten     | Dramaten                   |
| 1937 | Konrad Heggland                                   | Vår ära och vår makt Nordahl Grieg                                   | Alf Sjöberg       | Dramaten                   |
| 1937 | Truge                                             | Khaki Paul Raynal                                                    | Alf Sjöberg       | Dramaten                   |
| 1937 | Svensson                                          | Kungens paket Staffan Tjerneld och Alf Henrikson                     | Rune Carlsten     | Dramaten                   |
| 1938 | Kaptenen                                          | Spel på havet Sigfrid Siwertz                                        | Alf Sjöberg       | Dramaten                   |
| 1939 | Dumptsy                                           | Mitt i Europa Robert E. Sherwood                                     | Rune Carlsten     | Dramaten                   |
| 1939 | Balke                                             | Paul Lange och Tora Parsberg Björnstjerne Björnson                   | Rune Carlsten     | Dramaten                   |
| 1939 | Michel, kusk                                      | Nederlaget Nordahl Grieg                                             | Svend Gade        | Dramaten                   |
| 1939 | Erik i Falla                                      | Kejsaren av Portugallien Selma Lagerlöf                              | Rune Carlsten     | Dramaten                   |
| 1940 | Antonio                                           | Mycket väsen för ingenting William Shakespeare                       | Alf Sjöberg       | Dramaten                   |
| 1940 | Candy                                             | Möss och människor John Steinbeck                                    | Alf Sjöberg       | Dramaten                   |
| 1940 | Borgmästaren                                      | Den lilla hovkonserten Toni Impekoven och Paul Verhoeven             | Rune Carlsten     | Dramaten                   |
| 1942 | Fritz Kelemen, tjänare hos Naughton               | Claudia Rose Franken                                                 | Carlo Keil-Möller | Dramaten                   |
| 1943 | Brevbäraren                                       | Vår hemliga dröm Robert Boissy                                       | Carlo Keil-Möller | Dramaten                   |
| 1943 | Nils Lundberg                                     | Den stora skuggan Carlo Keil-Möller                                  | Carlo Keil-Möller | Dramaten                   |
| 1943 | Gabrier                                           | Kungen Robert de Flers, Emmanuel Arène och Gaston Arman de Caillavet | Rune Carlsten     | Dramaten                   |
| 1947 |                                                   | Ett drömspel August Strindberg                                       | Olof Molander     | Malmö stadsteater          |
| 1951 | Ruts far                                          | Simon trollkarlen Tore Zetterholm                                    | Arne Ragneborn    | Dramaten                   |

## Radioteater

### Roller
| År   | Roll               | Produktion                                        | Regi               |
| ---- | ------------------ | ------------------------------------------------- | ------------------ |
| 1958 | Gunnar Lind        | Flyg fula fluga... Folke Mellvig                  | Carl-Otto Sandgren |
| 1956 | Kungen av Illyrien | Det var en gång (Der var engang) Holger Drachmann | Helge Hagerman     |

### Fotnoter
1. 1 2  ”Axel Högel”. Svensk Filmdatabas. http://www.sfi.se/sv/svensk-filmdatabas/Item/?type=PERSON&itemid=58167&ref=%2ftemplates%2fSwedishFilmSearchResult.aspx%3fid%3d1225%26epslanguage%3dsv%26searchword%3daxel+h%C3%B6gel%26type%3dPerson%26match%3dBegin%26page%3d1%26prom%3dFalse. Läst 19 augusti 2012.
2. ↑  Högel, Axel i Svensk uppslagsbok (andra upplagan, 1947–1955)
3. ↑  Gravar.se
4. ↑  ”Teater, konst, litteratur”. Dagens Nyheter:  s. 9. 5 mars 1914. https://arkivet.dn.se/sok/?searchTerm=&fromPublicationDate=1914-03-05&toPublicationDate=1914-03-05. Läst 29 augusti 2015.
5. ↑  ”Svanehvit”. Musikverket. https://calmview.musikverk.se/CalmView/Record.aspx?src=CalmView.Performance&id=P7010&pos=452. Läst 23 mars 2024.
6. ↑  ”Pariserluft”. Musikverket. http://calmview.musikverk.se/CalmView/Record.aspx?src=CalmView.Performance&id=PERF22404&pos=224. Läst 9 juli 2015.
7. ↑  ”Teater, konst, litteratur”. Dagens Nyheter:  s. 9. 16 december 1915. https://arkivet.dn.se/tidning/1915-12-16/342A/9. Läst 23 mars 2024.
8. ↑  ”Gamla Heidelberg”. Musikverket. https://calmview.musikverk.se/CalmView/Record.aspx?src=CalmView.Performance&id=P7032&pos=158. Läst 23 mars 2024.
9. ↑  Bo Bergman (14 januari 1923). ”'Kära släkten' på Mindre Dramaten”. Dagens Nyheter:  s. 7. http://arkivet.dn.se/arkivet/tidning/1923-01-14/12/7. Läst 24 mars 2015.
10. ↑  B. B-n (14 april 1934). ”Gösta Ekman-Per Gynt: Ibsen-reprisen på Operan”. Dagens Nyheter:  s. 1. https://arkivet.dn.se/tidning/1934-04-14/99/1. Läst 23 mars 2024.
11. ↑  ”Radioprogrammet”. Dagens Nyheter:  s. 22. 27 december 1958. https://arkivet.dn.se/tidning/1958-12-27/350/22. Läst 19 december 2021.